# 尼瓦历

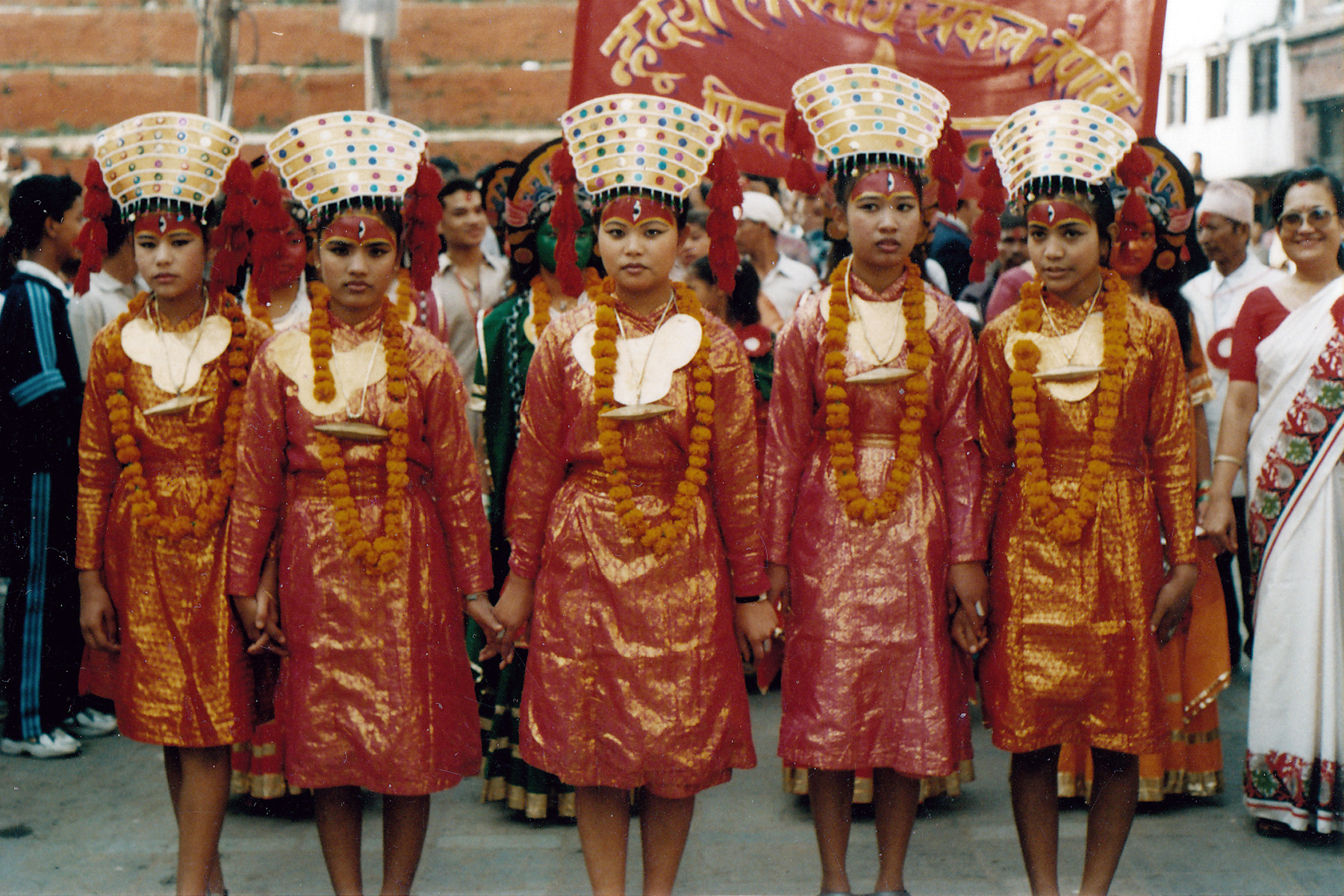
加德满都尼瓦历新年游行中妆扮成库玛丽女神的演员

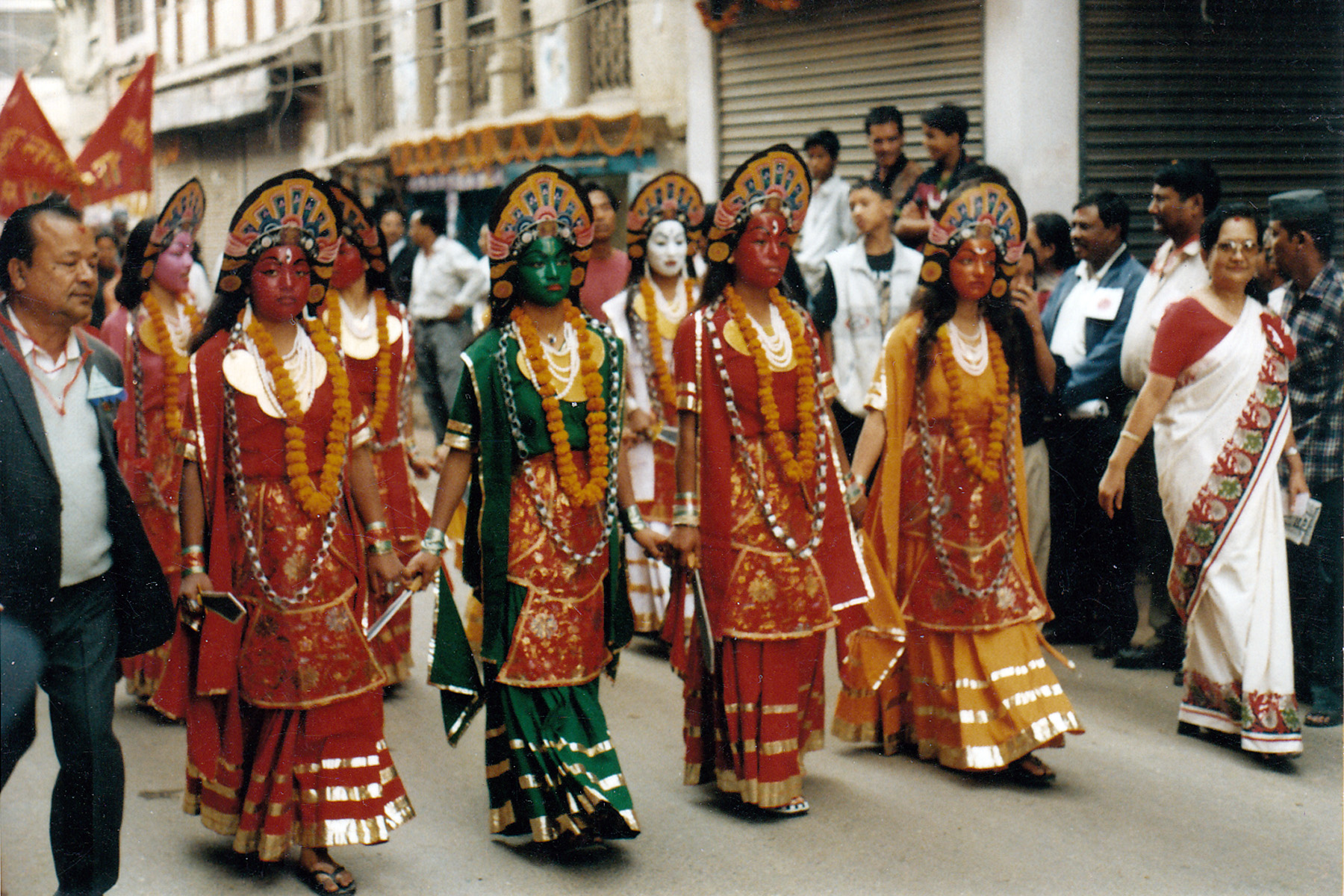
加德满都尼瓦历新年游行中妆扮成阿吉玛的演员

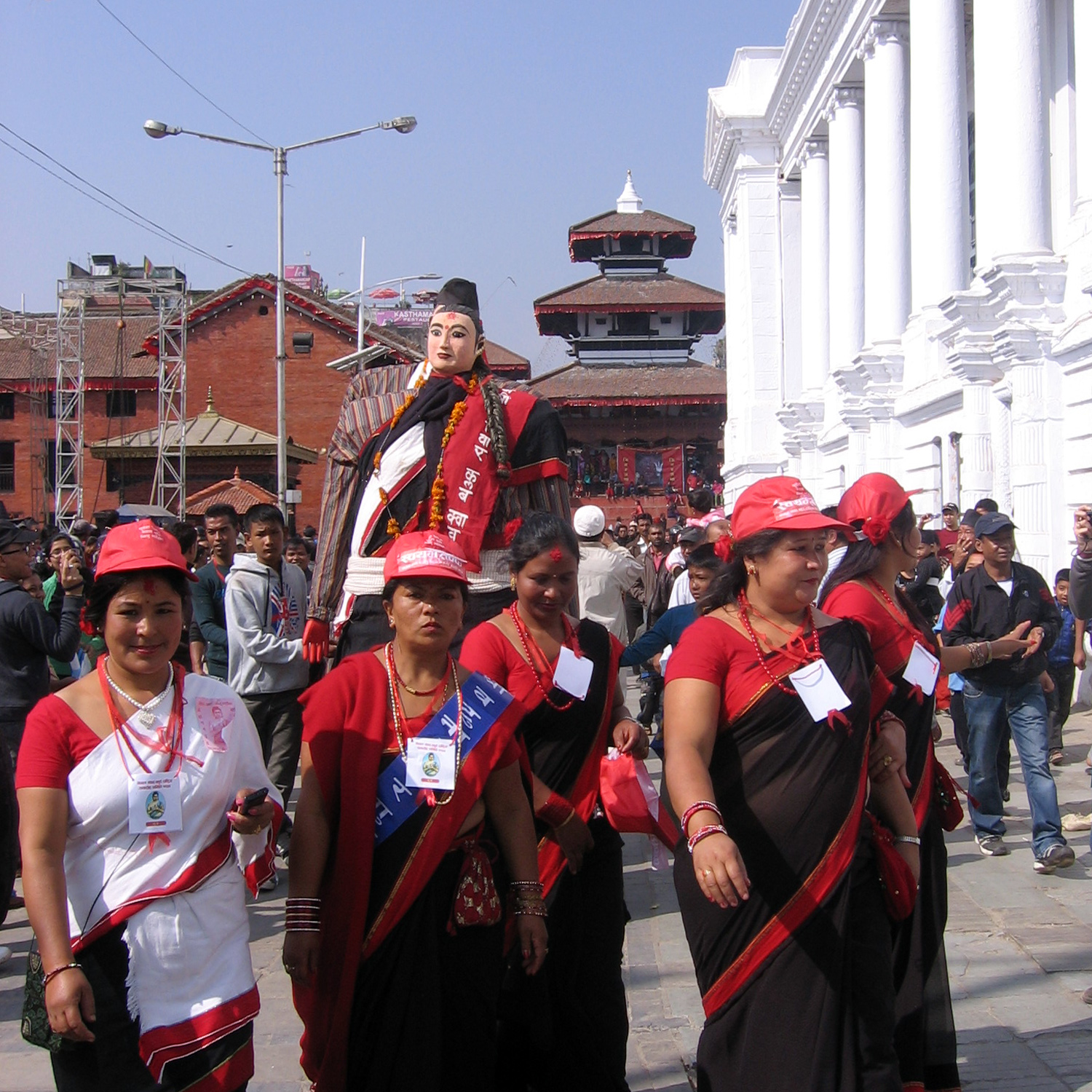
新年游行的一部分

尼瓦历，或称尼瓦尔历、尼泊尔历（羅馬化：Nepāl Sambat），尼泊尔的一种历法，属于阴历，是尼泊尔的国历。尼瓦历从公元879年10月20日开始使用，直到20世纪初遭受官方反对之前，它一直广泛地应用于日常生活中的各个方面。在硬币、石刻、铜版铭文上，在皇家法令、史志中，在印度教和佛教的手稿中，在法律文书和信函上，都能发现尼瓦历的使用。如今，尼瓦历被用于庆典，以及确定宗教节日日期、生辰和忌日。

## 国历
在被官方忽视甚至抑制了一个世纪之后，尼瓦历再次成为尼泊尔荣耀和民族团结的象征。2008年，尼泊尔政府将其指定为国历。2011年10月25日，政府决定将尼瓦历作为国家历法投入使用，还成立了一个推行小组。 但是，之后并没有进行什么行动来使尼瓦历投入使用。在2012年11月14日庆祝尼瓦历1133年新年时，组委会宣布尼瓦历将被印到纸币和硬币上面，而总理承诺从2013年开始，尼瓦新年将被设为公众假期。

## 没落与复兴
1769年廓尔喀王国占领当时被称为“尼泊尔”的加德满都谷地，马拉王朝被沙阿王朝所取代，尼瓦历的国家历法地位也被沙阿王朝所用的塞迦历取代。但是在沙哈王朝建立的很长一段时间里，官方也继续尼瓦历的使用，例如普拉塔·辛格·沙阿国王在位时与西藏签订的条约中就将年份记为“尼瓦历895年”（公元1775年）。
1903年，塞迦历的法定历法地位又被维克拉姆历取代。但直到1912年，政府仍在金银币上使用塞迦历，之后才开始使用维克拉姆历。
尽管尼瓦历没有了法定地位，但加德满都谷地以及国内其他地区的很多人还是用尼瓦历来庆祝节日，在手稿、书籍和碑文中也有用尼瓦历记载日期的。生日和忌日，以及多数宗教节日，是根据阴历来纪念的。占卜也是基于阴历的。
经过尼瓦语曼卡哈拉组织等众多文化、社会组织的游说，政府转而恢复了尼瓦历的国家历法地位。所有的主要报纸都会在印有其他日期的刊头位置同时也印上尼瓦历日期。尼瓦历新年的庆祝也从加德满都谷地传播到尼泊尔的其他地区以及国外。

## 新年
尼瓦尔人最重要的节日尼瓦尔灯节的第四天是尼瓦历新年，灯节历时五天，一般在公历10月份或11月初。传统上，商人们会在尼瓦历新年后换一本新的账本。
人们以自身法会（,Mha Pujā）的方式欢度新年，通过这个法会可以达到祈求长寿和为新的一年洗涤心灵的目的。法会仪式上，家庭成员都盘腿坐在地板上，每个人面前摆放着一个坛城，并向坛城敬献供品。在萨干仪式上，家人互赠熟鸡蛋、熏鱼和米酒等等寓意吉祥的食物。
户外的庆祝活动有文化游行、选美和集会等。参与者们身着tapālan、suruwā和hāku patāsi等尼瓦尔传统服装在大街上游行，乐队则在游行中演奏各式各样的鼓。街道、集市和广场等地方装饰着各种新春祝福的标语。尼泊尔总统还会在这一天发表新年致辞。每年尼瓦历新年，还会举行总理等政府领导人参见的公共活动。在2011年的新年活动中，总理巴布拉姆·巴特拉伊还打破惯例在致辞时使用了用尼瓦尔语。
国外生活的尼泊尔人也有在当地庆祝自身法会和尼瓦历新年的。